# Kira Muratowa
Kira Gieorgijewna Muratowa (ros. Ки́ра Гео́ргиевна Мура́това, ukr. Кіра Георгіївна Муратова; ur. 5 listopada 1934 w Sorokach, zm. 6 czerwca 2018 w Odessie) – radziecka i ukraińska reżyserka i scenarzystka filmowa, okazjonalnie również aktorka.

## Życiorys
Jej wczesne filmy charakteryzowały się przenikliwością portretów psychologicznych oraz oryginalnym stylem, zbliżonym nieco do francuskiej Nowej fali, za co często radziecka cenzura kierowała je na półki. Z czasem doceniono ich artystyczną wartość – zwłaszcza dotyczy to fabularnego debiutu Krótkie spotkania (1967) z Władimirem Wysockim i samą Muratową w rolach głównych oraz Długich pożegnań (1971) z wybitną kreacją Zinaidy Szarko.
Za turpistyczną wizję chylącego się ku upadkowi radzieckiego imperium w filmie Syndrom asteniczny (1989) Muratowa otrzymała Srebrnego Niedźwiedzia na 40. MFF w Berlinie. Obraz ten uważa się powszechnie za jej najwybitniejsze dokonanie reżyserskie.
Przez całe swoje artystyczne życie związana była z wytwórnią filmową w Odessie. Swoje filmy obsadzała przeważnie miejscowymi aktorami. Najczęściej współpracowała z Renatą Litwinową.
Zasiadała w jury konkursu głównego na 47. MFF w Wenecji (1990).

## Filmografia
- 1967: Krótkie spotkania
- 1971: Długie pożegnania
- 1978: Poznając szeroki świat
- 1983: Wśród szarych kamieni
- 1987: Odmiana losu
- 1989: Syndrom asteniczny
- 1992: Wrażliwy milicjant
- 1994: Pasjonaci
- 1997: Trzy historie
- 2001: Ludzie drugiej kategorii
- 2002: Motywy z Czechowa
- 2004: Stroiciel
- 2007: Dwa w jednym
- 2009: Melodia dla katarynki
- 2012: Wieczny powrót: Casting

## Odznaczenia
- Order Księcia Jarosława Mądrego IV Klasy (2004)[2]
- Order Księcia Jarosława Mądrego III Klasy (2009)[3]